# Ungetsheim
Ungetsheim ist ein Gemeindeteil der Stadt Feuchtwangen im Landkreis Ansbach (Mittelfranken, Bayern). Ungetsheim liegt in der Gemarkung Breitenau.

## Geografie
Das Dorf liegt am rechten Ufer der Wörnitz inmitten einer flachhügeligen Ebene, im Nordwesten Schwärz und im Westen Weiherbuck genannt, die aus Ackerland und Grünland besteht. 1 km östlich jenseits der Wörnitz befindet sich der bewaldete Mühlberg (526 m ü. NHN), der eine Erhebung der Sulzachrandhöhen ist, einem Abschnitt der Frankenhöhe. 1 km nordwestlich befindet sich das Autobahnkreuz Feuchtwangen/Crailsheim.
Die Kreisstraße AN 5 führt nach Bergnerzell zur Staatsstraße 2222 (2 km südlich) bzw. nach Zumhaus (1,5 km nördlich). Eine Gemeindeverbindungsstraße führt nach Unterampfrach zur St 2222 (2,5 km südwestlich).

## Geschichte
Ungetsheim lag im Fraischbezirk des ansbachischen Oberamtes Feuchtwangen. Im Jahr 1732 bestand der Ort aus 20 Anwesen und 1 Gemeindehirtenhaus. Grundherren waren feuchtwangische Ämter (11 Anwesen, Stiftsverwalteramt Feuchtwangen: 3 Gütlein, Stadtvogteiamt Feuchtwangen: 3 Güter, 1 Gütlein (Abgaben von 1 Gut, 1 Gütlein an die Ulrich Wolffsche Stiftung), Kastenamt Feuchtwangen: 4 Gütlein (Abgaben von 1 Gut an die Pfarrei Oberampfrach)), die Reichsstadt Dinkelsbühl (7 Güter, 1 Gütlein) und das Rittergut Heroldsberg (1 Gut). Gegen Ende des 18. Jahrhunderts gab es drei weitere feuchtwangische Anwesen. Von 1797 bis 1808 unterstand der Ort dem Justiz- und Kammeramt Feuchtwangen.
Mit dem Gemeindeedikt (frühes 19. Jahrhundert) wurde Ungetsheim dem Steuerdistrikt Oberampfrach und der Ruralgemeinde Breitenau zugeordnet. Im Zuge der Gebietsreform in Bayern wurde Ungetsheim am 1. Januar 1972 nach Feuchtwangen eingemeindet.

### Brauchtum
Der Strohbelzi ist eine jahrhundertealte Schreckgestalt im Ungetsheimer Weihnachtsbrauchtum. Er lebt im tiefen Wald von Ungetsheim. Während das Christkind an Heilig Abend die braven Kinder beschenkt, werden die Unartigen vom Strohbelzi bestraft. Ähnliche Gestalten waren ursprünglich im gesamten Wörnitzgrund zu finden. Im heutigen Wörnitzgrund ist neben dem Stohbelzi nur noch eine weniger schreckhafte Lumpengestalt im benachbarten Breitenau zu finden.

### Baudenkmäler
- Haus Nr. 4: Gasthaus, zweigeschossiges Gebäude mit Krüppelwalmdach, bezeichnet 1841[10]
- Haus Nr. 29: Wohnstallhaus, eingeschossiges giebelständiges Gebäude mit Steildach, Fachwerk, teilweise massiv, erste Hälfte 19. Jahrhundert[10]
- Haus Nr. 55: Wohnstallhaus, eingeschossiges Gebäude mit Krüppelwalmdach, Fachwerk, 1792[10]

### Einwohnerentwicklung
| Jahr      | 001818 | 001840 | 001861 | 001871 | 001885 | 001900 | 001925 | 001950 | 001961 | 001970 | 001987 |
| Einwohner | 91     | 122    | 160    | 132    | 142    | 131    | 138    | 136    | 119    | 127    | 144    |
| Häuser    | 22     | 24     |        |        | 27     | 26     | 25     | 26     | 24     |        | 29     |
| Quelle    | [ 12 ] | [ 13 ] | [ 14 ] | [ 15 ] | [ 16 ] | [ 17 ] | [ 18 ] | [ 19 ] | [ 20 ] | [ 21 ] | [ 1 ]  |

## Religion
Der Ort ist seit der Reformation evangelisch-lutherisch geprägt und bis heute nach St. Stephan (Breitenau) gepfarrt. Die Einwohner römisch-katholischer Konfession sind nach St. Ulrich und Afra (Feuchtwangen) gepfarrt.